# Ford Everest
O Ford Everest é um automóvel do gênero utilitário esportivo produzido pela Ford Motor Company desde 2003 sendo utilizada a mesma plataforma da Ford Ranger, é comercializado em especial no mercado asiático.

## Galeria
- Primeira geração (2003-2015)
- Segunda geração (2015-2022)
- Terceira geração (2022-presente)